# Our Lady of Victories Cathedral (Maseru)

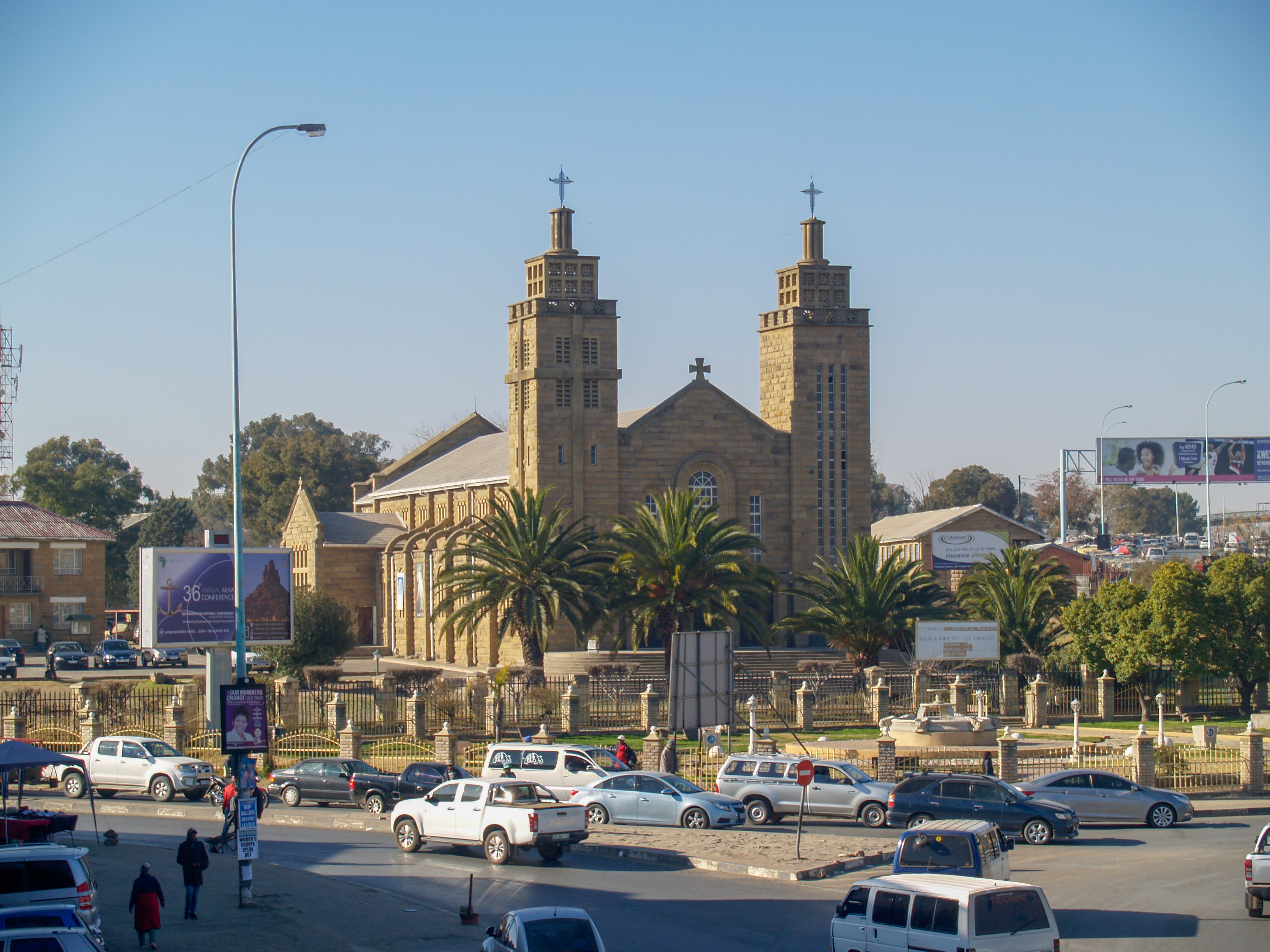
Our Lady of Victories Cathedral, Maseru

Die Our Lady of Victories Cathedral oder Cathedral of Maseru ist eine römisch-katholische Kirche in Maseru, der Hauptstadt des Staates Lesotho im Südlichen Afrika. Sie ist Unserer Lieben Frau vom Siege (Our Lady of Victories) geweiht.

## Architektur
Das imposante Bauwerk steht frei in einem parkähnlich angelegten Kirchhof an einem wichtigen Kreisverkehr in der so genannten Cathedral Area. Es wurde in den 1950er Jahren gebaut und 1955 fertiggestellt. Architekt war Eduard Hubertus Antonio Payens. Er entwarf das Gebäude im Stil der niederländischen Nachkriegsarchitektur mit hauptsächlich quadratischen geometrischen Elementen. Das Gebäude ist aus lehmfarbenem Sandstein ausgeführt und hat einen kreuzförmigen Grundriss. Die Seitenschiffe sind mit gotisch anmutenden Stützpfeilern überspannt. An der Westfassade flankieren zwei Türme mit gestuften Dächern den Haupteingang. Sie werden jeweils von einem Kreuz gekrönt. Die Wände sind mit vielen Reihen kleiner quadratischer Fenster gegliedert. Der linke Turm trägt zusätzlich ein Kreuzrelief, das bis zum Dachgesims reicht.
Die Kirche ist der Sitz des Erzbistums Maseru. Johannes Paul II. besuchte die Kathedrale anlässlich seiner Tour durch verschiedene afrikanische Länder 1988.